# کالتر (فلوریدا)
کالتر (به انگلیسی: Cutler) یک منطقهٔ مسکونی در ایالات متحده آمریکا است که در شهرستان میامی-دید، فلوریدا واقع شده‌است. کالتر ۱۷٫۵ کیلومتر مربع مساحت و ۱۷٬۳۹۰ نفر جمعیت دارد و ۳ متر بالاتر از سطح دریا قرار دارد.